# Козырьков, Иван Трофимович
Иван Трофимович Козырьков (1888—1944) — советский государственный и политический деятель, председатель Тамбовского областного исполнительного комитета.

## Биография
Родился в 1888 году в деревне Андреевка Николаевского уезда Самарской губернии в крестьянской семье. Окончил 3 класса школы.
В 1914—1917 годах служил в армии, в 143-м пехотном запасном полку.  Член ВКП(б) с мая 1917 года.. Участник Гражданской войны
С 1919 года на общественной и политической работе. Возглавлял уездный отдел коммунального хозяйства Ставропольского уезда Самарской губернии. В 1920 году (по другим данным 1921) стал председателем исполкома Ставропольского уездного совета. С декабря 1922 года по март 1924 года — ответственный секретарь Ставропольского уездного комитета ВКП(б).
В 1931—1932 обучался в академии социалистического земледелия в Москве.
С ноября 1932 года председатель районного Совета в Сокольниках (Москва).
С мая 1938 года — председатель организационного комитета Президиума ВЦИК — Верховного Совета РСФСР по Тамбовской области.
В январе 1940 года стал председателем исполкома Тамбовского областного совета, находился в должности до октября 1943 года. Скончался в 1944 году
Избирался депутатом Верховного Совета РСФСР 1-го созыва от Шемышейского избирательного округа Тамбовской области, членом Президиума ВС РСФСР. Делегат XVIII съезда ВКП(б)